# Eupoecilia sanguisorbana
Eupoecilia sanguisorbana es una especie de polilla del género Eupoecilia, familia Tortricidae. Fue descrita científicamente por Herrich-Schffer en 1856.
La envergadura es de 12 a 15 mm. Los adultos vuelan en junio y julio.
Las larvas se alimentan de Sanguisorba officinalis. Se las encuentra de febrero a septiembre.

## Distribución
Se encuentra en Europa.